# Halka
Halka is een opera in twee of vier bedrijven van de Poolse componist Stanislaw Moniuszko, op een libretto van Włodzimierz Wolski. De opera maakt deel uit van de canon van Poolse nationale opera's.

## Opvoeringsgeschiedenis

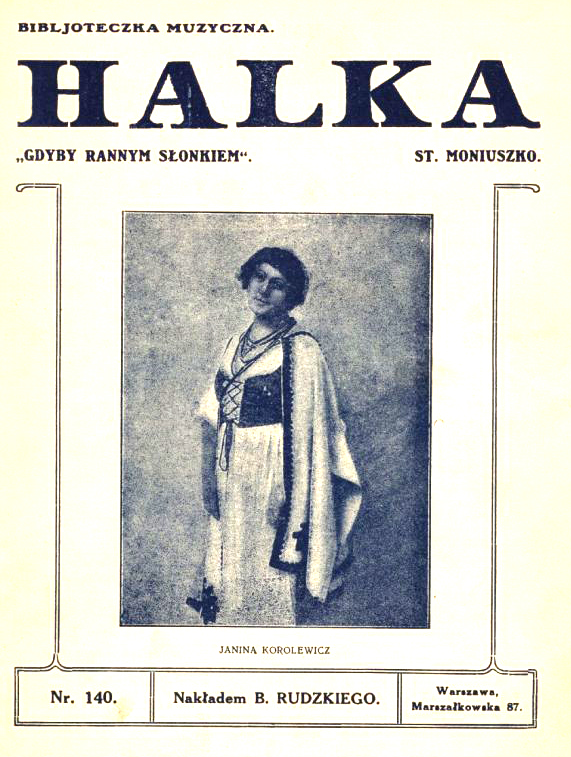
Eerste druk van de aria Gdyby rannym slonkiem, ca. 1895

De eerste versie van de opera telde twee bedrijven. Deze versie was voor het eerst te horen tijdens een concertante uitvoering in Wilno (nu Vilnius in Litouwen) op 1 januari 1848. De toneelopvoering vond op 28 februari 1854 plaats in dezelfde stad. In de volgende jaren herzag de componist zijn opera ingrijpend. De tweede versie in vier bedrijven werd in Warschau opgevoerd in het Teatr Wielki op 1 januari 1858. De twee versies van de opera (die beide nog steeds worden uitgevoerd) worden wel Halka wileńska (Halka van Vilnius) en Halka warszawska (Halka van Warschau) genoemd, ter onderscheid.
De opera heeft altijd repertoire gehouden. In juni 2004 werd de opera bijvoorbeeld opgevoerd in het natuurpark Zakrzówek bij Krakau als openluchtvoorstelling met paarden, vuurwerk en special effects. Het schouwspel trok 6.000 bezoekers. De opera werd geproduceerd door Krzysztof Jasiński en gedirigeerd door Wojciech Michniewski, met medewerking van het ballet en het orkest van de Opera van Krakau. Ewa Biegas en Maria Mitrosz wisselden elkaar af in de titelrol. In het seizoen 2011/2012 werd het stuk opnieuw opgevoerd in Krakau, ditmaal op het toneel van de plaatselijke opera.
Behalve in Polen is de opera regelmatig uitgevoerd in de Verenigde Staten, Canada, Mexico, Japan, Turkije, Rusland en Cuba. In Duitsland vond de eerste opvoering pas plaats in 1935.
Recent nog, in 2010, werd de opera opgevoerd in San Francisco en Berkeley door de Pocket Opera, in een Engelse vertaling van Donald Pippin. De opera was in de Verenigde Staten al eerder opgevoerd door de Polonia Opera Company onder leiding van Louis Kowalski. Hij verzorgde in de jaren veertig en vijftig uitvoeringen in verschillende steden waar veel mensen van Poolse afkomst woonden, zoals in New York, Detroit en Chicago. Hij voerde Halka voor het laatst op in Carnegie Hall op 24 mei 1959, zo'n zes maanden voor zijn dood.

## Compositie
Halka wordt beschouwd als een van Moniuszko's beste opera's. De opera is tot op zekere hoogte een Pools nationaal symbool. Toen op 8 september 1945 de opera van Wrocław weer openging in een stad die van Duits Pools was geworden, was het geen toeval dat juist Halka werd uitgevoerd.
Vooral in de zangpartijen van Halka en Jontek, de twee karakters met een lagere sociale status, zijn motieven uit de Poolse volksmuziek te horen. Vaak zijn ze ontleend aan Poolse dansen, zoals de polonaise, de mazurka en de dansen van de Goralen, een volk in het Tatragebergte, waar Halka toe behoort.

## Inhoud

### Akte I
De gasten op op een verlovingsfeest merken blij op dat het aanstaande huwelijk van Janusz, een rijke, jonge landeigenaar, met Zofia, de dochter van een nog rijkere landeigenaar genaamd Stolnik, de twee grote landgoederen zal verenigen. Zofia en Janusz toosten met Stolnik, en de laatste noemt Janusz de zoon die hij altijd al wilde hebben. Het feest wordt verstoord door een gejammer van buiten. Het blijkt een verdrietig meisje te zijn, dat huilt om haar verloren liefde. De vriendelijke Zofia vraagt Janusz met het meisje te praten, in de hoop dat hij haar kan troosten. Aarzelend geeft hij toe.
Dziemba, de beheerder van Stolniks landgoed, leidt het verdrietige wezen binnen. Het is Halka. Tot ieders verrassing lijkt ze Janusz te kennen. Het blijkt dat hij haar verloren liefde is; hij heeft beloofd met haar te trouwen toen hij bij haar in het bergdorpje was, maar is daarna verdwenen. Zo gauw Halka in Janusz' ogen kijkt, is ze ervan overtuigd dat zijn gevoelens voor haar niet veranderd zijn, ondanks het feit dat ze het tegendeel gehoord heeft. Halka slaat haar armen om Janusz, en hij zegt dat hij nog net zoveel van haar houdt als toen. Hij zegt tegen Halka dat ze hem, als het donker is, moet ontmoeten bij het beeld van de maagd Maria bij de rivier. Ze zullen samen weglopen en ergens anders een nieuw leven beginnen. Als Halka weg is, gaat Janusz terug naar het feest.

### Akte II
Halka wacht op Janusz bij de rivier. Ze is verstoord door de komst van Jontek, een vriend uit haar bergdorpje. Jontek is al jaren vergeefs verliefd op Halka. Halka vertelt hem blij dat Janusz nog steeds van haar houdt, maar Jontek houdt vol dat ze verraden is. Jontek kan haar niet overtuigen, tot hij haar meesleept naar het feest, waar ze ziet dat Janusz verloofd is met Zofia. Halka is verpletterd en vergelijkt zichzelf met een duif die verscheurd is door een valk.

### Akte III
Halka's bergdorp. De dorpelingen zijn ontsteld door de komst van Jontek met een onherkenbare vrouw, die een trieste Halka blijkt te zijn. Ze zijn boos als ze horen over Janusz' verloving, en nog bozer als ze ontdekken dat Halka zwanger is. Halka zit in haar eigen wereld, verpletterd door verdriet en gefixeerd op de beelden van de duif die gebroken is door de valk. Een zwarte raaf vliegt over, wat ongeluk voor iedereen voorspelt.

### Akte IV
Jontek is heel verdrietig om Halka. Als er een fluitspeler in het dorp verschijnt, die moet spelen op de bruiloft van Janusz en Zofia, en een vrolijk deuntje laat horen, vraagt Jontek waarom hij zo vrolijk is. De fluitspeler vertedert hem door een spookachtig bergliedje te spelen. Jontek beschrijft zijn liefde voor Halka en de vele natuurwonderen waar ze hem aan doet herinneren.
Als Janusz en Zofia in het dorp arriveren om hun bruiloft te vieren, moeten de boze dorpelingen door Dziemba overtuigd worden vrolijk te doen uit respect voor de bruid. Het valt Zofia op dat Halka vreselijk overstuur is. Ze meent haar eerder te hebben gezien, en vraagt zelfs wat er mis is. Janusz geeft toe dat dit het meisje was dat hun verlovingsfeest verstoorde, maar leidt haar snel de kerk in voordat ze nog meer kan vragen. Halka's hart is gebroken als ze ziet dat Janusz zijn huwelijk doorzet. Ze heeft haar baby verloren en voelt zich vreselijk alleen. In een vlaag van woede besluit ze de kerk in brand te steken. In tweede instantie besluit ze echter Janusz te laten leven, en in plaats daarvan werpt ze zichzelf in de rivier.

## Opnames
- Halka: Tatiana Zacharczuk, Władimir Kuzmienko, Zbigniew Macias, Katarzyna Suska, Piotr Nowacki. Dirigent: Antoni Wicherek, Choir, Ballet and Orchestra of The Great Theatre National Opera in Warsaw. dvd, 2h10m, ZPR Records, 1999
- Halka: Tatiana Borodina, Oleh Lykhach, Aleksandra Buczek, Mariusz Godlewski, Radosław Żukowski, Zbigniew Kryczka, Jacek Ryś, Rafał Majzner, Andrzej Kalinin, Rafał Majzner, Janusz Zawadzki. Dirigent: Ewa Michnik, Wrocław Opera Orchestra, Chorus & Ballet. dvd, 2h16m, DUX Recording Producers/Metronome. 2007. Cat. no: DVD DUX 9538, Barcode: 5902547095387
- Halka: Barbara Zagorzanka, Wiesław Ochman, Jerzy Ostapuik, Ryszarda Racewicz, Andrzej Hiolski. Dirigent: Robert Satanowski, Orchestra and Choir of Theater Wielki (Warschau), opgenomen op 14 October 1986, Classic Produktion Osnabrück.
- Halka wileńska: Danuta Bernolak, Jan Wolański, Jerry Mahler, Alicja Slowakiewicz, Józef Frakstein, Bogumil Jaszkowski, Zdzisław Nikodem. Dirigent: Ruben Silva, Warszawska Sinfonietta, Soliści Warszawskiej Opery Kameralnej, opgenomen in 1984, Muzyka Polska PNCD 285 A/B, 1995.